# Baisers volés
Baisers volés (bra: Beijos Proibidos; prt: Beijos Roubados) é um filme francês de 1968, do gênero comédia dramático-romântica, realizado por François Truffaut, coautor do roteiro, ao lado de Claude de Givray e Bernard Revon.
É o terceiro dos filmes em que Jean-Pierre Léaud interpreta Antoine Doinel, alter-ego do diretor.

## Elenco
- Jean-Pierre Léaud.... Antoine Doinel
- Claude Jade.... Christine Darbon
- Delphine Seyrig.... Fabienne Tabard
- Michael Lonsdale.... Georges Tabard
- Harry-Max.... sr. Henri
- André Falcon.... sr. Blady
- Daniel Ceccaldi.... sr. Darbon
- Claire Duhamel .... sra. Darbon
- Catherine Lutz .... Catherine

## Prêmios e indicações
| Prêmio             | Categoria                          | Recipiente             | Resultado |
| ------------------ | ---------------------------------- | ---------------------- | --------- |
| Oscar 1969         | Melhor filme em língua estrangeira | Marcel Berbert (prod.) | Indicado  |
| Globo de Ouro 1969 | Melhor filme estrangeiro           | Marcel Berbert (prod.) | Indicado  |

## Sinopse
Antoine Doinel vai jantar na casa dos pais de Christine Darbon, a jovem por quem está apaixonado. Sendo sucessivamente guarda-nocturno, detetive privado e empregado de balcão numa sapataria, Antoine Doinel é um eterno instável tanto na vida profissional como na afectiva.